# Fixkes
Fixkes ist eine sechsköpfige belgische Band. Sie wurde im November 2005 durch die beiden Brüder Sam und Jan Valkenborgh in Stabroek gegründet. Die Band mischt in ihren Songs akustische Popmusik mit Rapelementen.

## Bandgeschichte
Nachdem die Band Anfang 2007 einen Plattenvertrag bei dem Label Nederlandse Excelsior Recordings erhalten hatte, erschien im Februar 2007 unter dem Titel Kvraagetaan die Debütsingle. Sie entwickelte sich zu einem der erfolgreichsten Songs der belgischen Popgeschichte. Anfang März stieg der Song auf Platz 1 der flämisch-belgischen Hitparade Ultratop 50 und hielt sich dort 16 Wochen lang. Damit ist die Aufnahme die Single, die in der Geschichte der belgischen Charts am längsten an der Spitze stand.        
Mit dem zugehörigen, nach der Band benannten Album kamen sie im Herbst 2007 auf Platz 3 der Albumcharts und zusammen mit Axelle Red hatten sie mit dem Song Over ’t water einen Nummer-4-Hit. Weitere Singlehits blieben danach aber aus und das zweite Album Superheld kam 2010 nur noch auf Platz 25. Als vier Jahre später das dritte Album mit dem Titel Weeral halfacht erschien, reichte es nur noch für eine Woche auf Position 45.

## Mitglieder
- Sam Valkenborgh, Sänger, Bassist
- Jan Valkenborgh, Schlagzeug
- Bart Palmers, Keyboard
- Peter Deckers, Gitarre, Mundharmonika
- Mike Engels, Gitarre

## Diskografie
Alben
- Fixkes (2007)
- Superheld (2010)
- Weeral halfacht (2014)
- IV (2020)

Lieder
- Kvraagetaan (2007)
- Ongelukkig (2007)
- Over 't water (Fixkes + Axelle Red, 2007)
- Lievelingsdier (2008)
- Rock-'n-roll (2010)
- Jodie Foster (2014)
- Buitenmens (2014)
- Koriander van den Turk (2015)